# Elecciones generales de Uruguay de 1962
Las elecciones de 1962 llevadas a cabo en Uruguay el domingo 25 de noviembre de ese año, tenían como propósito la elección del gobierno nacional, y de todos los miembros del Poder Legislativo.

## Generalidades
De acuerdo con la Constitución de 1952, se eligieron los miembros del Consejo Nacional de Gobierno, ejecutivo colegiado de 9 integrantes.
El Partido Nacional permaneció en el poder, obteniendo 6 bancas en el Consejo Nacional de Gobierno; las otras 3 fueron para el Partido Colorado.
Junto a la elección del Poder Ejecutivo colegiado, se votaron los cargos de los 31 senadores y 99 diputados. El Partido Nacional obtuvo 15 senadores y 48 diputados; el Partido Colorado, 14 senadores y 43 diputados; el Partido Demócrata Cristiano, 1 senador y 3 diputados; el Partido Comunista del Uruguay, también 1 senador y 3 diputados; y la Unión Popular, 2 diputados.

## Postulantes
En esta elección rigió el entonces usual sistema de doble voto simultáneo, por el cual cada partido podía presentar múltiples listas simultáneas de candidatos al Consejo Nacional de Gobierno. Los comparecientes fueron:
| Partido | Partido                                 | Candidatos | Sublema                                   |
| --- | --------------------------------------- | --- | ----------------------------------------- |
| | Partido Nacional                        | Daniel Fernández Crespo, Luis Giannattasio, Washington Beltrán Mullin, Alberto Héber Usher, Carlos María Penadés y Washington Guadalupe (éste renuncia, asumiendo Héctor Lorenzo y Losada). | Unión Blanca Democrática                  |
| Alberto Arocena, Juan José Gari, Francisco Gilmet, Nicolás Storace Arrosa, Mauro Saravia y Carlos V. Puig | Partido Nacional                        | "Dr. Luis Alberto de Herrera. Por la Reforma...", representando la alianza del Herrerismo-Ruralismo |                                           |
| Pantaleón Astiazarán, Carlos A. Clulow, Valentín Aznárez, Carlos María Berro, Nicolás Durán y Veiga y Armando Ibarlucea | Partido Nacional                        | |                                           |
| Antonio Fadol, Néstor Delgado, Duilio D. Grandiroli. | Partido Nacional                        | |                                           |
| | Partido Colorado                        | Luis Batlle Berres y Amílcar Vasconcellos (electos), sus demás candidatos fueron Alberto Abdala, José Acquistapace, Julio Lacarte Muró, Enrique Rodríguez Fabregat. | "Batllismo", representando a la Lista 15. |
| Óscar Gestido (electo), siendo los demás candidatos Augusto Legnani, Carlos Manini Ríos, Tabaré Berreta, Esteban Rostagnol Bein, Carlos Viana Aranguren. | Partido Colorado                        | "Unión Colorada y Batllista" |                                           |
| Zelmar Michelini; el joven dirigente, hasta hace poco leal a Luis Batlle, había tenido serias desavenencias con éste acerca de las causas de la derrota colorada en 1958, por lo cual presentó su propia agrupación política. También estaba integrada por Renán Rodríguez, Esteban Campal, Delfos Roche, Luis I. Garibaldi, Ceibal Artigas. | Partido Colorado                        | "Por el gobierno del Pueblo", Lista 99 |                                           |
| | Frente Izquierda de Liberación (FIDEL)  | Bajo esta denominación compareció el Partido Comunista de Uruguay; con una lista encabezada por: Luis E. Gil Salguero, Enrique Pastorino, Bernabé Michelena. |                                           |
| | Partido Demócrata Cristiano del Uruguay | Esta novel formación reunió en su seno a los dirigentes cívicos. Lista encabezada por: Juan Vicente Chiarino, Rodolfo Mezzera Álvarez, Horacio Terra Arocena, Eduardo Mac Coll, Julio C. García Otero, Miguel Saralegui. |                                           |
| | Unión Popular                           | Este partido, fundado por acuerdo del exministro del Partido Nacional Enrique Erro y el Partido Socialista del Uruguay. Pero la votación resultó un fracaso, reuniendo apenas 27.041 votos. Encabezaron la lista: Enrique Erro, Guillermo Bernhard, Leopoldo C. Agorio, Omar Castro Bianchino, Héctor Amilivia, Juan A. Toledo. |                                           |
| | Partido Obrero Revolucionario           | Encabezado por Zulma Nogara |                                           |
| | Partido Movimiento Progresista          | Encabezado por Omar Díaz |                                           |
| | Partido de los Trabajadores             | Encabezado por Eugenio Gómez |                                           |
| | Partido Laborista                       | Encabezado por José L. Boix |                                           |
| | Partido Federal                         | Encabezado por Manuel Sanjurjo |                                           |
| | Partido por el Departamento de Solís    | Encabezado por Julio V. Bonjour |                                           |
| | Movimiento Revolucionario Oriental      | Encabezado por Carlos H. Frade |                                           |

## Resultados
| Partido político                     | Sublema                              | Votos al sublema                     | Porcentaje en el total               | Consejo Nacional de Gobierno | Votos al partido | Porcentaje | Senadores | Diputados |
| ------------------------------------ | ------------------------------------ | ------------------------------------ | ------------------------------------ | ---------------------------- | ---------------- | ---------- | --------- | --------- |
| Partido Nacional                     | Unión Blanca Democrática             | 316.533                              | 27,03%                               | 6/9                          | 545.029          | 46,54%     | 15/31     | 48/99     |
| Partido Nacional                     | Herrerismo-Ruralismo                 | 227.205                              | 19,40%                               | 0/9                          | 545.029          | 46,54%     | 15/31     | 48/99     |
| Partido Nacional                     | Pantaleón Astiazarán                 | 907                                  | 0,08%                                | 0/9                          | 545.029          | 46,54%     | 15/31     | 48/99     |
| Partido Nacional                     | Antonio Fadol                        | 27                                   | 0,00%                                | 0/9                          | 545.029          | 46,54%     | 15/31     | 48/99     |
| Partido Nacional                     | Adj. al lema                         | 357                                  | 0,03%                                | 0,03%                        | 545.029          | 46,54%     | 15/31     | 48/99     |
| Partido Colorado                     | Lista 15                             | 277.259                              | 23,68%                               | 2/9                          | 521.231          | 44,51%     | 14/31     | 43/99     |
| Partido Colorado                     | Unión Colorada y Batllista           | 167.085                              | 14,27%                               | 1/9                          | 521.231          | 44,51%     | 14/31     | 43/99     |
| Partido Colorado                     | Por el Gobierno del Pueblo           | 76.510                               | 6,53%                                | 0/9                          | 521.231          | 44,51%     | 14/31     | 43/99     |
| Partido Colorado                     | Adj. al lema                         | 377                                  | 0,03%                                | 0,03%                        | 521.231          | 44,51%     | 14/31     | 43/99     |
| Frente Izquierda de Liberación       | Frente Izquierda de Liberación       | Frente Izquierda de Liberación       | Frente Izquierda de Liberación       | 0/9                          | 40.886           | 3,49%      | 1/31      | 3/99      |
| Partido Demócrata Cristiano          | Partido Demócrata Cristiano          | Partido Demócrata Cristiano          | Partido Demócrata Cristiano          | 0/9                          | 35.703           | 3,05%      | 1/31      | 3/99      |
| Unión Popular                        | Unión Popular                        | Unión Popular                        | Unión Popular                        | 0/9                          | 27.041           | 2,31%      | 0/31      | 2/99      |
| Movimiento Progresista               | Movimiento Progresista               | Movimiento Progresista               | Movimiento Progresista               | 0/9                          | 650              | 0,06%      | 0/31      | 0/99      |
| Partido Obrero Revolucionario        | Partido Obrero Revolucionario        | Partido Obrero Revolucionario        | Partido Obrero Revolucionario        | 0/9                          | 213              | 0,02%      | 0/31      | 0/99      |
| Partido por el Departamento de Solís | Partido por el Departamento de Solís | Partido por el Departamento de Solís | Partido por el Departamento de Solís | 0/9                          | 167              | 0,01%      | 0/31      | 0/99      |
| Partido Federal                      | Partido Federal                      | Partido Federal                      | Partido Federal                      | 0/9                          | 63               | 0,01%      | 0/31      | 0/99      |
| Partido de los Trabajadores          | Partido de los Trabajadores          | Partido de los Trabajadores          | Partido de los Trabajadores          | 0/9                          | 22               | 0,00%      | 0/31      | 0/99      |
| Partido Laborista                    | Partido Laborista                    | Partido Laborista                    | Partido Laborista                    | 0/9                          | 13               | 0,00%      | 0/31      | 0/99      |
| Movimiento Revolucionario Oriental   | Movimiento Revolucionario Oriental   | Movimiento Revolucionario Oriental   | Movimiento Revolucionario Oriental   | 0/9                          | 2                | 0,00%      | 0/31      | 0/99      |
| Total de votos validos               | Total de votos validos               | Total de votos validos               | Total de votos validos               | 1.171.020                    | 1.171.020        | 1.171.020  | 1.171.020 | 1.171.020 |
| Total de electores habilitados       | Total de electores habilitados       | Total de electores habilitados       | Total de electores habilitados       | 1.528.239                    | 1.528.239        | 1.528.239  | 1.528.239 | 1.528.239 |

## Elecciones municipales

Resultados finales de las elecciones departamentales de 1962:
Partido Nacional
Partido Colorado

Simultáneamente, se realizaron las elecciones de 19 Concejos Departamentales (gobiernos municipales colegiados) y de las respectivas Juntas Departamentales. En Montevideo son 7 miembros e todos los demás Departamentos son 5 miembros. Es de destacar que en Artigas, Salto, Paysandú, Maldonado y Montevideo hubo mayoría colorada (Partido Colorado), en todos los demás departamentos se eligieron Concejos Departamentales con mayoría blanca (Partido Nacional).
| Departamento   | Integrantes del Consejo electo                                                         | Partido          |
| -------------- | -------------------------------------------------------------------------------------- | ---------------- |
| Artigas        | Por la mayoría: Atilio Ferrandís, Mauro García da Rosa y Juan Carlos Castro            | Partido Colorado |
| Artigas        | Por la minoría: Jacinto Méndez y Antonio J. Larraydi                                   | Partido Nacional |
| Canelones      | Por la mayoría: Guillermo Perdomo, Saturnino A. Ríos y José Bove Arteaga               | Partido Nacional |
| Canelones      | Por la minoría: Alcides Cervieri y Óscar Lenzi                                         | Partido Colorado |
| Cerro Largo*   | Por la mayoría: Juan José Burgos, Asildo Antúnez y Modesto Burgos Morales              | Partido Nacional |
| Cerro Largo*   | Por la minoría: Blas Nery Taroco y Horacio B. Urrutia                                  | Partido Colorado |
| Colonia        | Por la mayoría: Carminillo Mederos, Juan Carlos Álvarez y Raúl A. Bianchi              | Partido Nacional |
| Colonia        | Por la minoría: Horacio Bianchi y Camilo F. Grassi                                     | Partido Colorado |
| Durazno        | Por la mayoría: Silvestre Octavio Landoni, Eduardo J. Pastor y Héctor A. Gelós         | Partido Nacional |
| Durazno        | Por la minoría: Ramón Aguirre y Víctor Cortazzo                                        | Partido Colorado |
| Flores         | Por la mayoría: José A. Saldún, Victor Elizalde y Benito Medero                        | Partido Nacional |
| Flores         | Por la minoría: Tulio W. Díaz Etulain y Óscar E. Piquinela                             | Partido Colorado |
| Florida        | Por la mayoría: José V. Mendizábal, Enrique García y Cartaul Aloy                      | Partido Nacional |
| Florida        | Por la minoría: Wilson Monti Grané y Juan M. Besil                                     | Partido Colorado |
| Lavalleja      | Por la mayoría: Juan Miguel Salaberry, Eduardo H. Díaz y Juan L. Otegui                | Partido Nacional |
| Lavalleja      | Por la minoría: Julio Fornaro y Dorelio G. Fernández                                   | Partido Colorado |
| Maldonado      | Por la mayoría: Pedro Tamón, Celia R. de Alcántara y Gilberto Acosta Arteta            | Partido Colorado |
| Maldonado      | Por la minoría: Arturo Collazo y Hugo Pérez Miraglia                                   | Partido Nacional |
| Montevideo     | Por la mayoría: Ledo Arroyo Torres, Fermín Sorhueta, Ponciano S. Torrado y Elías Croci | Partido Colorado |
| Montevideo     | Por la minoría: Daniel Hugo Martins, Santos Giorello Abelenda y Jorge Freire Bazzino   | Partido Nacional |
| Paysandú       | Por la mayoría: Oscar Garrasino, José E. López Laphitz y Ruben Lanfranconi             | Partido Colorado |
| Paysandú       | Por la minoría: Luis Chalela Silva y Arturo Michelini                                  | Partido Nacional |
| Río Negro      | Por la mayoría: Cecilio L. Alzaibar, Carlos M. Ojeda y Ricardo Maidana                 | Partido Nacional |
| Río Negro      | Por la minoría: Guillermo L. Ruggia y José A. Santín                                   | Partido Colorado |
| Rivera         | Por la mayoría: Carmelo A. Sosa, Zenón A. García y Gumersindo V. Vega                  | Partido Nacional |
| Rivera         | Por la minoría: Altivo Estéves y Walter Bravo Gómez                                    | Partido Colorado |
| Rocha          | Por la mayoría: Mario Alberto Amaral, Analio Amonte e Isidro González Viera            | Partido Nacional |
| Rocha          | Por la minoría: Milton de los Santos y Washington García Rijo                          | Partido Colorado |
| Salto          | Por la mayoría: Armando Inocencio Barbieri, Ramón J. Vinci y Rutilo de Paula           | Partido Colorado |
| Salto          | Por la minoría: Juan Carlos Rocca y Juan Etcheverry                                    | Partido Nacional |
| San José       | Por la mayoría: Luis Ignacio Ordeig, Juan Ángel Menéndez y Ruben Aníbal Bacigalupe     | Partido Nacional |
| San José       | Por la minoría: Julio Callorda y Raúl Martiné                                          | Partido Colorado |
| Soriano        | Por la mayoría: Alejandro E. Zefferino, Francisco M. Capano y Julio E. Correa          | Partido Nacional |
| Soriano        | Por la minoría: Miguel Ángel Mazzeo y Oscar Martínez Arana                             | Partido Colorado |
| Tacuarembó     | Por la mayoría: Washington Puentes Chiesa, José Silveira Lazarazú y Antonio Chiesa     | Partido Nacional |
| Tacuarembó     | Por la minoría: José Benelli y Elbio T. Rivas                                          | Partido Colorado |
| Treinta y Tres | Por la mayoría: Valentín Cossio, Juan A. Macedo y Darmí Caetano                        | Partido Nacional |
| Treinta y Tres | Por la minoría: Mario Lucas Goyenola y Oscar Piedra                                    | Partido Colorado |

- Es interesante destacar, que en esta elección se pone en práctica la elección directa de la Junta Local Autónoma Electiva de Río Branco.[4]